# Cooper Union

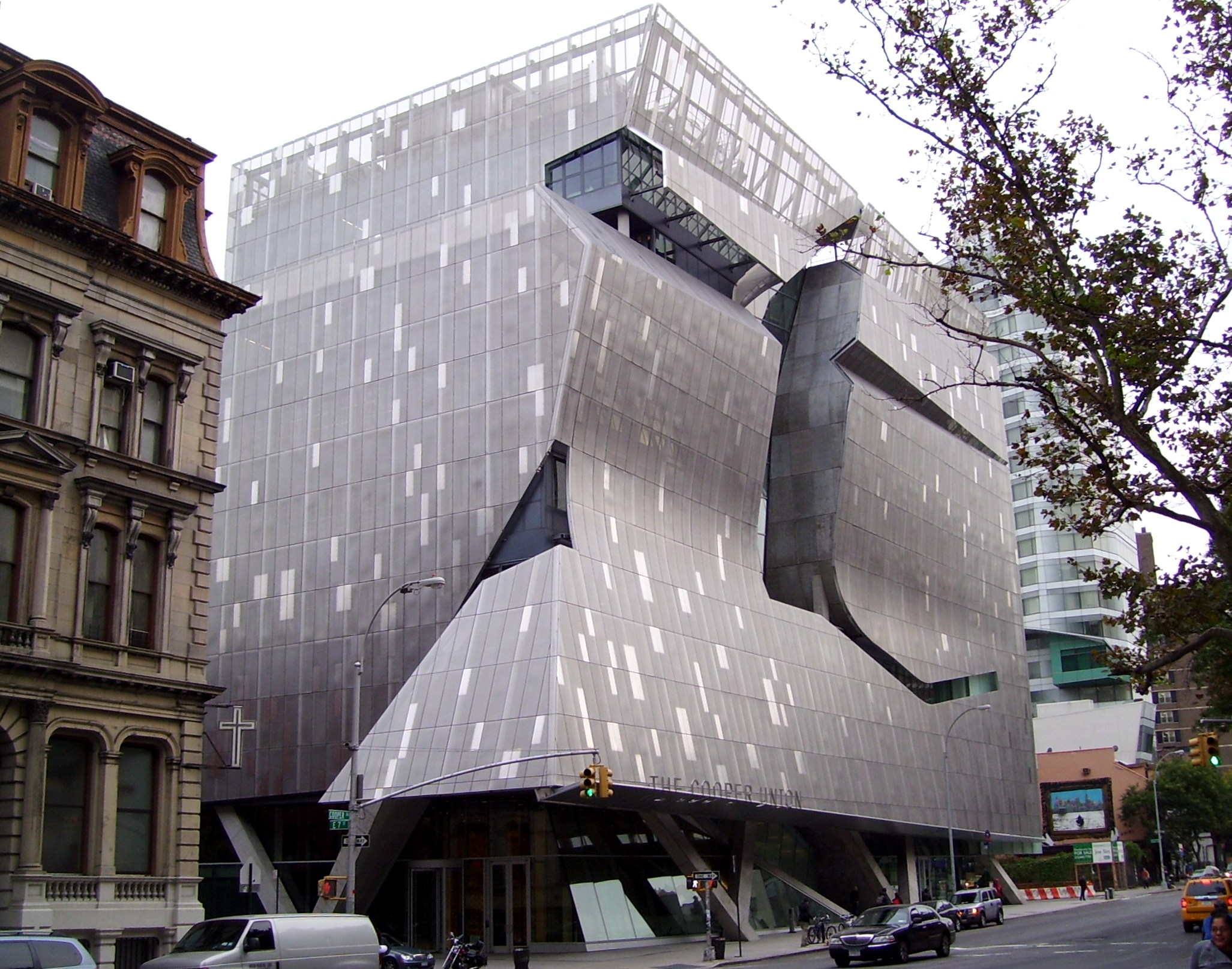
El último edificio académico inaugurado en el campus, en el número 41 de Cooper Square, diseñado por Thom Mayne

Cooper Union (en inglés: The Cooper Union for the Advancement of Science and Art) es una universidad privada ubicada en Cooper Square en el distrito de East Village (Manhattan), en la ciudad de Nueva York (Estados Unidos). Es una de las más prestigiosas universidades en los Estados Unidos, con sus tres escuelas siempre situadas en los puestos más altos de los rankings del país. 
Se divide en tres escuelas:
- Escuela de Arquitectura Irwin S. Chanin
- Escuela de Arte
- Escuela de Ingeniería Albert Nerken

## Historia
Cooper Union tiene un campus urbano en el East Village (Manhattan), entre Cooper Square y Astor Place (Tercera Avenida entre la 6ª y 9ª Calle). La universidad, fundada en 1859, estableció un modelo de educación superior estadounidense radicalmente opuesto al anterior, basado en el convencimiento expresado por su fundador, Peter Cooper, de que la educación superior de calidad debe ser “gratuita como el aire y el agua” y disponible para todo aquel que demuestre estar cualificado, independientemente de su raza, religión, sexo o estatus social. Durante toda su historia la universidad ha admitido estudiantes basándose únicamente en sus méritos académicos, proporcionándoles enseñanza gratuita a base de becas.

## Titulaciones
Ofrece grados acreditados internacionalmente así como distintos programas de postgrado. Está acreditada por la Accreditation Board for Engineering and Technology (ABET) y la Association of Independent Colleges of Art and Design (AICAD).

## Becas
Cooper Union es una de las pocas instituciones estadounidenses de educación superior que ofrece enseñanza gratuita, valorada en 140.000$ en 2010, a todos los alumnos. Como resultado de esta oferta, Cooper Union es una de las universidades más selectivas de los Estados Unidos, con un porcentaje de aceptación de alumnos generalmente por debajo del 10% de las solicitudes recibidas. En el curso 2010 al 2011, Cooper Union alcanzó el primer puesto en el ranking de pequeñas universidades más deseadas elaborada por la revista Newsweek Magazine, localizándose en el séptimo puesto del ranking global de universidades deseadas por los estudiantes de todos los Estados Unidos.